# Молд
Молд (англ. Mold, валл. Yr Wyddgrug) — місто на північному сході Уельсу, адміністративний центр області Флінтшир.
Населення міста становить 9 568 осіб (2001).